# Marina Real de Brunéi
La Marina Real de Brunéi (en malayo: Tentera Laut Diraja Brunei, abreviado TLDB) es la fuerza de defensa naval de Brunéi. Es una pequeña pero relativamente fuerza bien equipada cuya responsabilidad principal es la búsqueda y rescate y para disuadir y defender Brunéi.
La Marina Real de Brunéi se  estableció  el 14 de junio de 1965, la segunda unidad creada después de las Fuerzas Armadas de Brunéi. El RBN está basado en Muara, el cual está situado 4 km de la ciudad de Muara, con la mayoría de las tripulaciones siendo malayas. Desde 1977, La Marina Real de Brunéi ha sido equipada con  con lanchas lanzamisiles y otras patrulleras costeras..Todos los nombres de barcos tienen el prefijo KDB tan en Kapal Diraja Brunei (Barco Real Brunéi en malayo). La Marina Real de Brunéi ha sido mandada por el Primer Almirante Pg Dato Seri Pahlawan Norazmi Pg Hj Muhammad desde el 13 de marzo de 2015.

## Historia
La Marina Real de Brunéi está  formada desde el 14 de junio de 1965, cuatro años después de la formación de las Fuerzas Armadas de Brunéi. Inicialmente llamada  Sección de Barca de las Fuerzas Armadas de Brunéi. Su fuerza naval era sólo de 18 en número, incluyendo un agente del Primer Batallón quién había asistido a un curso militar básico en Malasia en 1961 hasta que en 1964 esta Sección de Barca estuvo equipada con un número de barcas de aluminio, y Lanchas rápidas (FABs). La función de la Sección de Barca era sólo para proporcionar transporte de elementos de infantería al interior de Brunéi. Cuando la organización fue expandida con la ayuda de crecimiento económico estable, la Sección de Barca estuvo rebautizada cómo la Compañía de Barca en 1966.
La Compañía de Barcos recibió 3 patrulleros de río o fluviales en 1966. Estas barcas estuvieron nombradas KDB Bendahara, KDB Maharajalela y KDB Kermaindera. Todos los barcos eran tripulados por bruneanos, dirigidos por un mando cualificado. En el mismo año, la fuerza de la Compañía de Barca estuvo realzada con barcos de aerodeslizador escriben SR.N5, seguido por SR.N6 En 1968.
El primer patrullero rápido fue recibido en 1968 y nombrado KDB Pahlawan. Fue el primer Buque insignia para la Marina Real.
En 1971, el Primer Batallón de Mar recibió dos patrulleros costeros, fueron nombrados KDB Saleha y KDB Masna.
El Primer Batallón de Mar estuvo reorganizado otra vez el 1 de octubre de 1991 cuando la Marina Real de Brunéi  debido al crecimiento de las fuerzas armadas en Brunéi después de la independencia del Reino Unido.

## Funciones y organización
Las funciones del Reales Brunei Navy es:
- La disuasión y posterior ataque contra fuerzas invasoras o bien hostiles
- Protección de recursos de costa y mares nacionales
- Mantenimiento de las líneas de mar de comunicación (SLOC)
- Vigilancia de las 200 millas náuticas de EEZ
- Operaciones de & Rescate y Búsqueda marítimas
- Soporte de unidades del RBAF actividades operacionales
- Proporciona soporte para otras agencias de seguridad y ministerios cuando ordenados por Ministerio de Defensa de Brunéi.

La Marina Real de Brunéi está dividida por cuatro componentes principales:
- Flota
- Administración
- Formación
- Logística

## Barcos de la Marina Real de Brunéi
La flota actual de la Marina Real de Brunéi es la siguiente:
| Clase o nombre                      | Imagen                              | Constructor                                   | Tipo                                | Año servicio introducido            |
| Patrullero Costero de Largo Alcance | Patrullero Costero de Largo Alcance | Patrullero Costero de Largo Alcance           | Patrullero Costero de Largo Alcance | Patrullero Costero de Largo Alcance |
| ----------------------------------- | ----------------------------------- | --------------------------------------------- | ----------------------------------- | ----------------------------------- |
| Darussalam                          |                                     | Lürssen Werft, Bremen-Vegesack, Alemania      | Patrullero Costero                  | 2011-2014                           |
| Patrulleros Costeros                |                                     |                                               |                                     |                                     |
| Clase Ljtihad                       |                                     | Lürssen Werft, Bremen-Vegesack,               | Patrullero Costero                  | 2010                                |
| Clase 14.5 Metros                   |                                     | Singapur Shipbuilding e Ingeniería,           | Patrullero Costero                  | 1987                                |
| Clase PDB-01                        |                                     | Singapur Shipbuilding e Ingeniería,           | Patrullero Costero                  | 1987                                |
| Buques de Ataque Rápido             |                                     |                                               |                                     |                                     |
| Clase Mustaed                       |                                     | astillero marinteknik tuas, Singapur          | Buque de ataque rápido              | 2011                                |
| Waspada                             |                                     | Vosper Thornycroft,                           | Buque de ataque rápido              | 1978-1979                           |
| Lanchas de Desembarco               |                                     |                                               |                                     |                                     |
| Clase Serasa                        |                                     | Transfield Shipbuilding, Henderson, Australia | Lanchas de Asalto Anfibio           | 1996                                |
| Clase Damuan                        |                                     | Cherverton Boatworks Inglaterra               | Luchas de Desembarco                | 1976-1977                           |
| Barco de soporte                    |                                     |                                               |                                     |                                     |
| YFL                                 |                                     | Cheverton Boatworks, Cowes,                   | Buque de Apoyo                      | 1982                                |

### Otros
El ministerio de Recursos Primarios también opera patrulleros construidos por Syarikat Cheoy Lee Shipyards (entregados en 2002)
- KDB Pahlawan P-01  (primer Patrullero)
- KDB Bakti

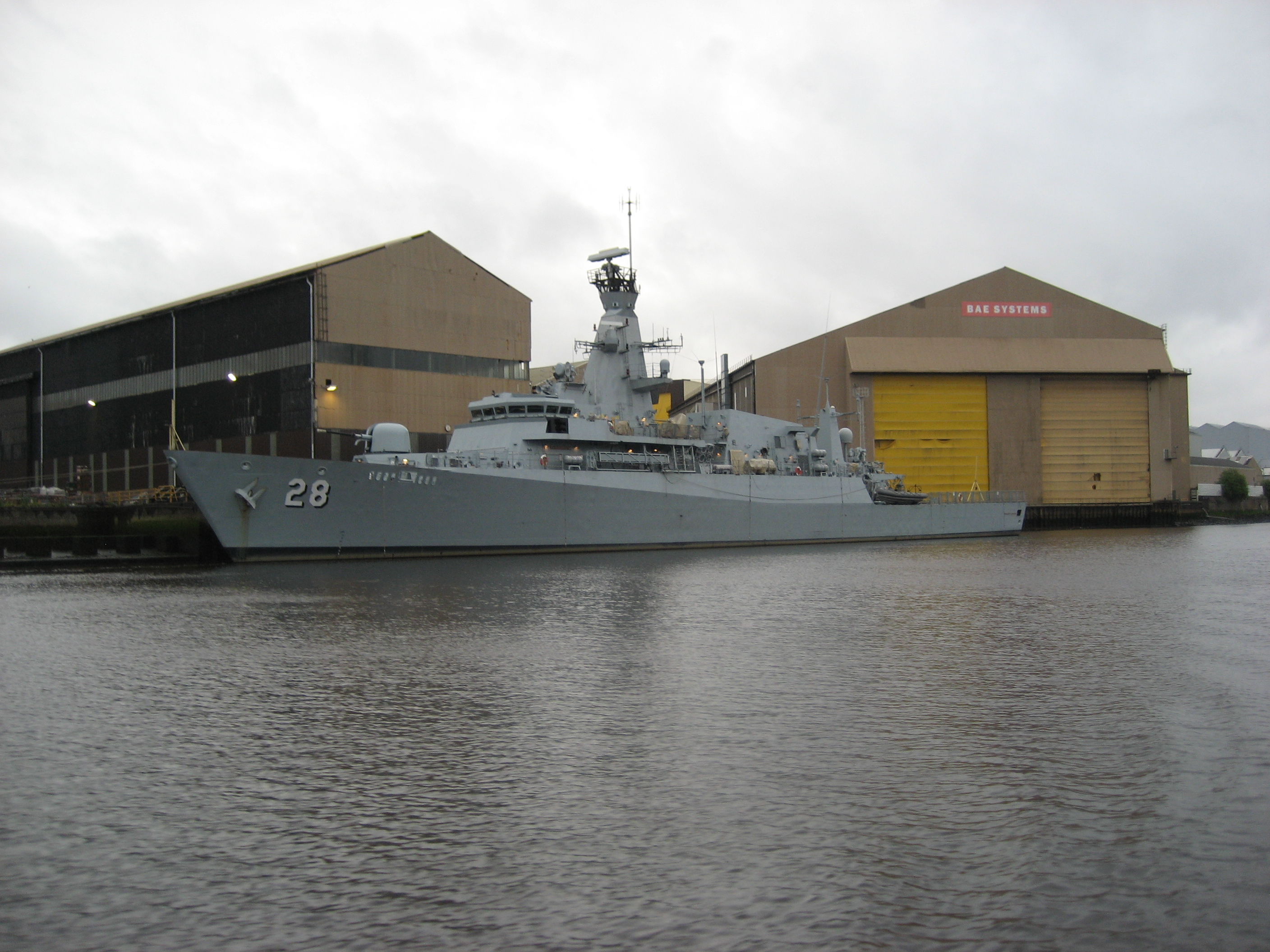
KDB Nakhoda Ragam (28) en el Río Clyde el 14 de julio de 2007.

La Marina Real de Brunéi apuntó para experimentar una modernización a gran escala, con la modernización de la base naval de Maura y la compra de 3 corbetas de BAE Systems en Escocia.  Los barcos estuvieron armados con misiles MBDA Exocet Bloque II antimisiles de barco y MBDA Seawolf superficie-a-misiles de aire.  
Finalmente estos 3 buques fueron adquiridos por la Armada Indonesia
La administración del Primer Batallón se trasladó a una base nueva en Jalan Tanjong Pelumpong Muara en 1974. Esta base es ahora conocida como la Base Naval de Muara. La base naval de Muara sirve como la sede de la Marina Real de Brunéi. Fue expandida en 1997 para incluir instalaciones para apoyar tres buques de apoyo.

## Museo
KDB Maharajalela (P-22) está  exhibición en Muzium Angkatan Bersenjata Diraja Brunei o Real Museo de las Fuerzas Armadas de Brunéi en Bandar Seri Begawan.

## Galería de Fotografías

Royal Brunei Navy Gallery
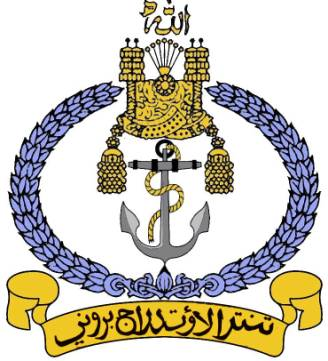
Emblema de la Marina Real de Brunéi
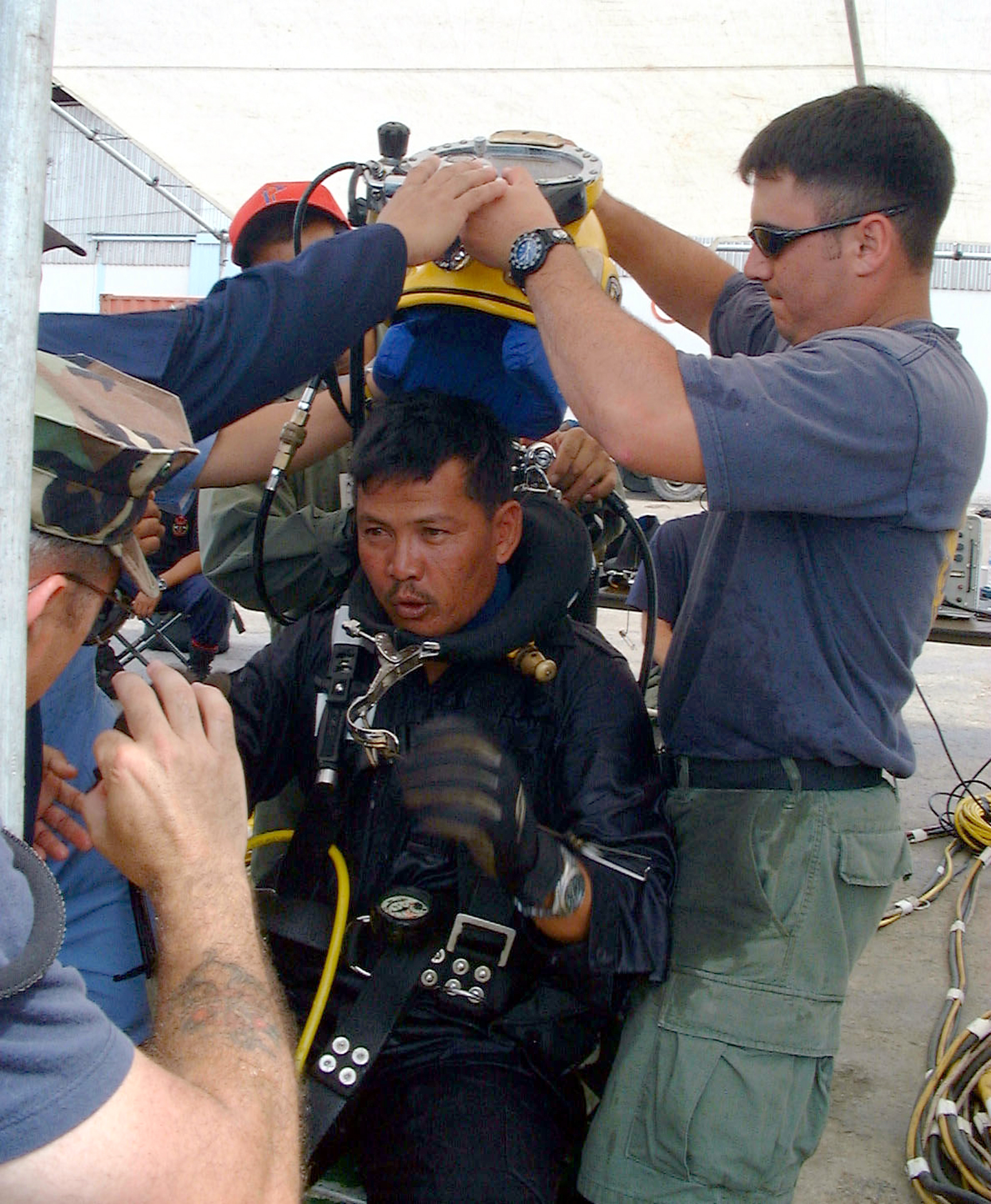
Los buzos de la Marina de los EE. UU. se visten con el suboficial Superapto Suaji durante CARAT 2002 el 8 de mayo de 2002.
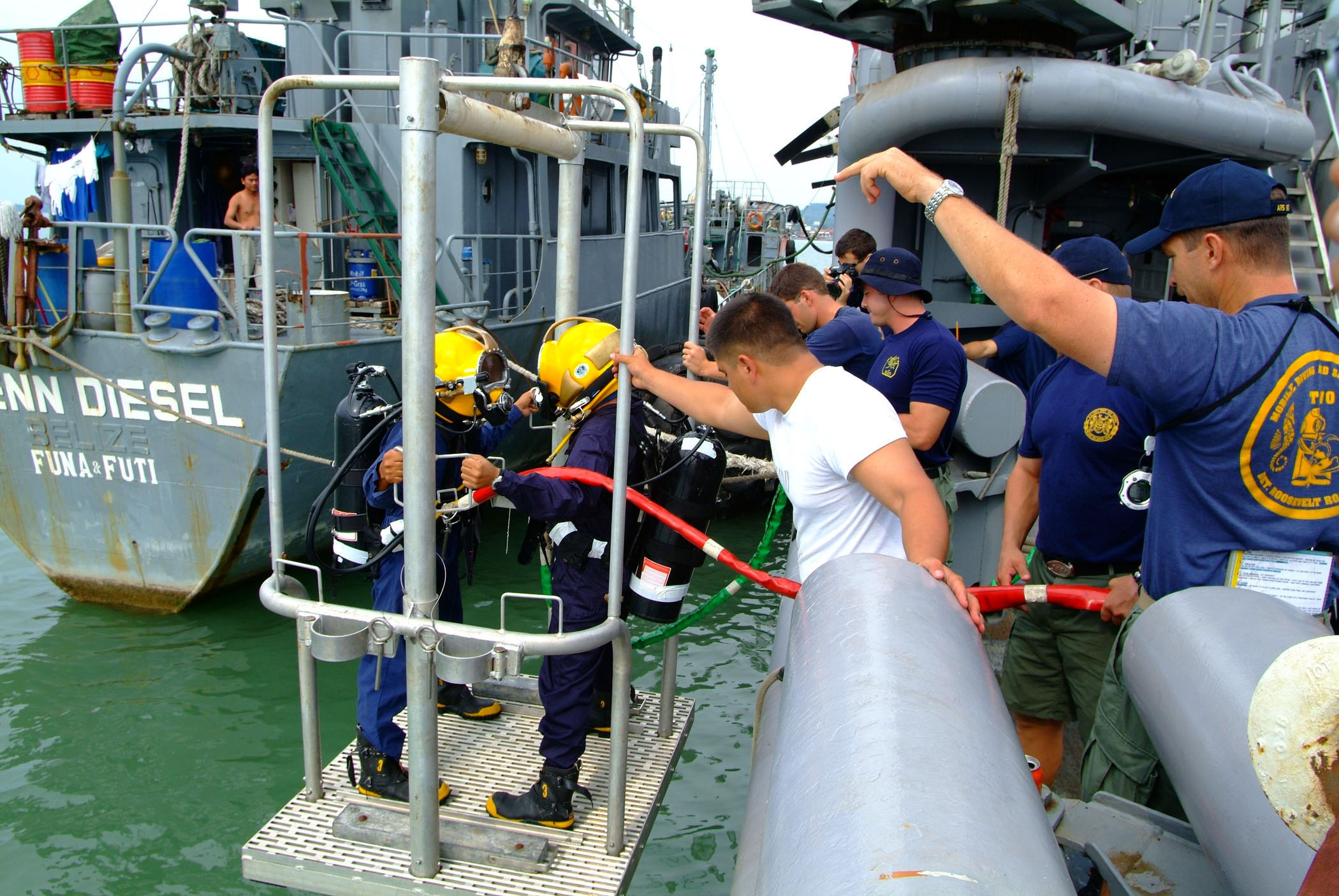
Los buzos de la Marina Real de Brunéi bajan del barco de rescate y salvamento USNS Safeguard (ARS-50) durante las inmersiones de familiarización el 8 de agosto de 2005.
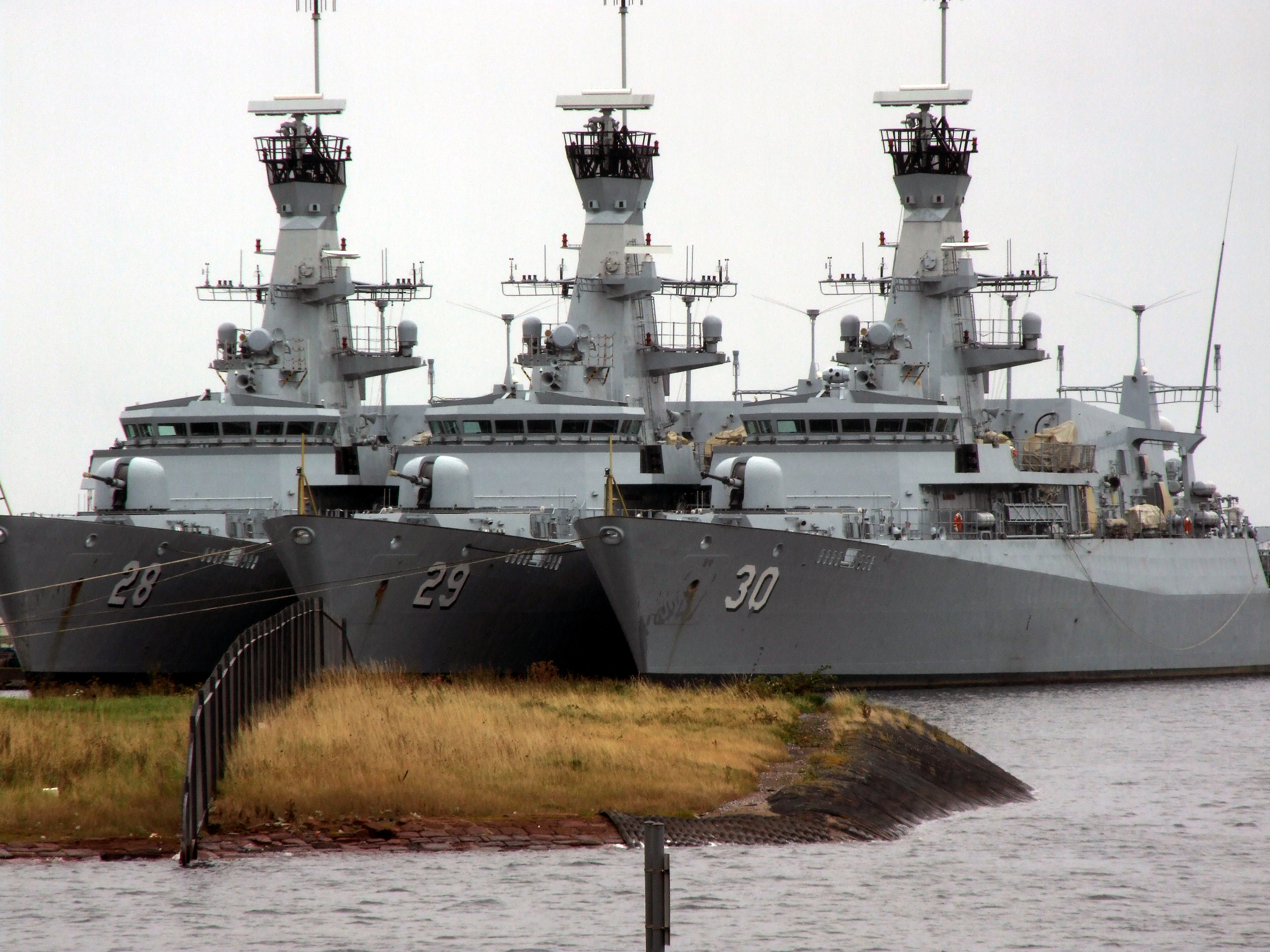
KDB Nakhoda Ragam (28), KDB Bendahara Sakam (29) and KDB Jerambak (30) en los astilleros de BAE Systems el 2 de septiembre de 2007
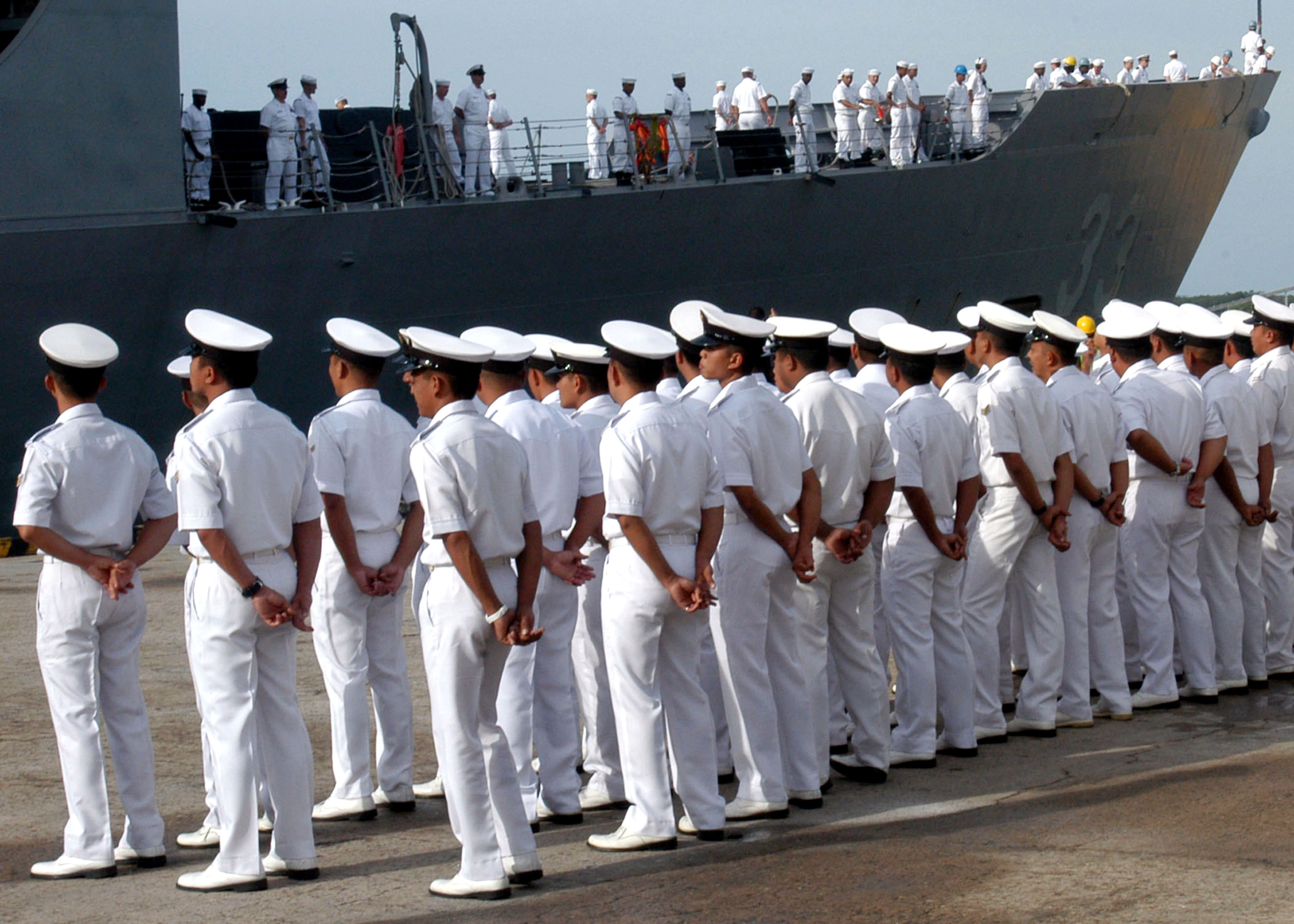
Personal de la Marina Real de Brunéi saludando al USS Jarretpulls dentro del puerto de Maura durante el CARAT 2007.
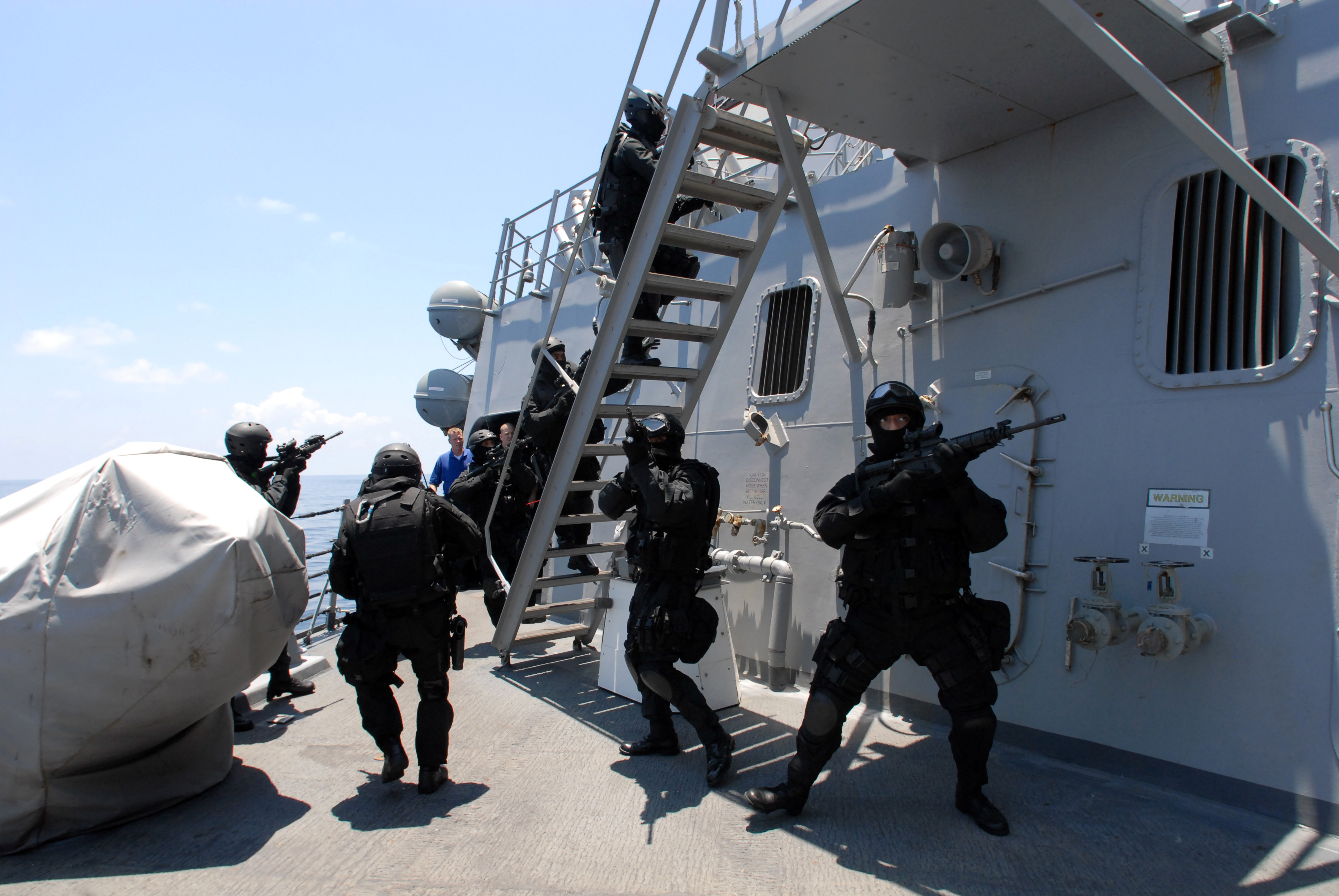
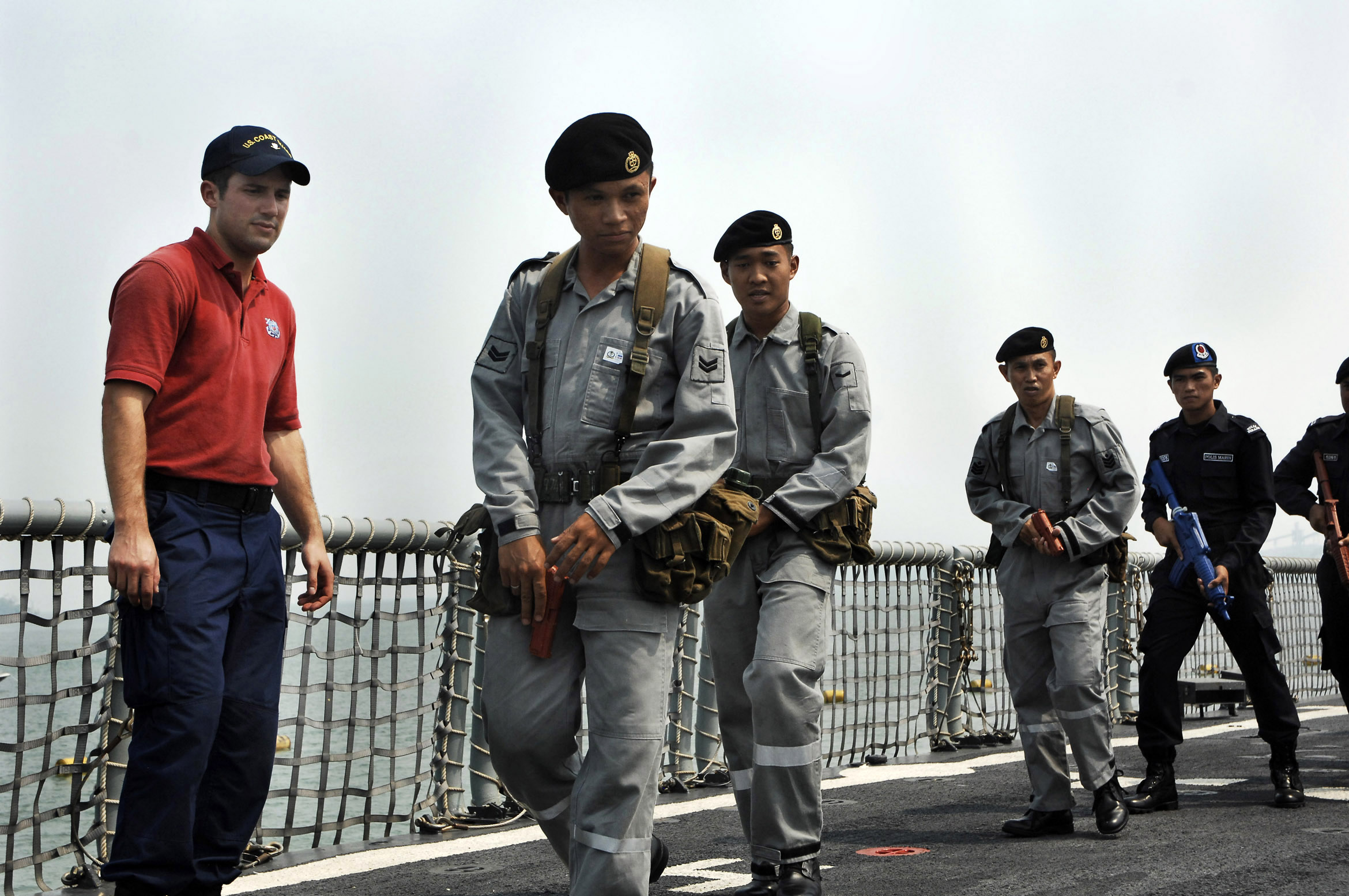
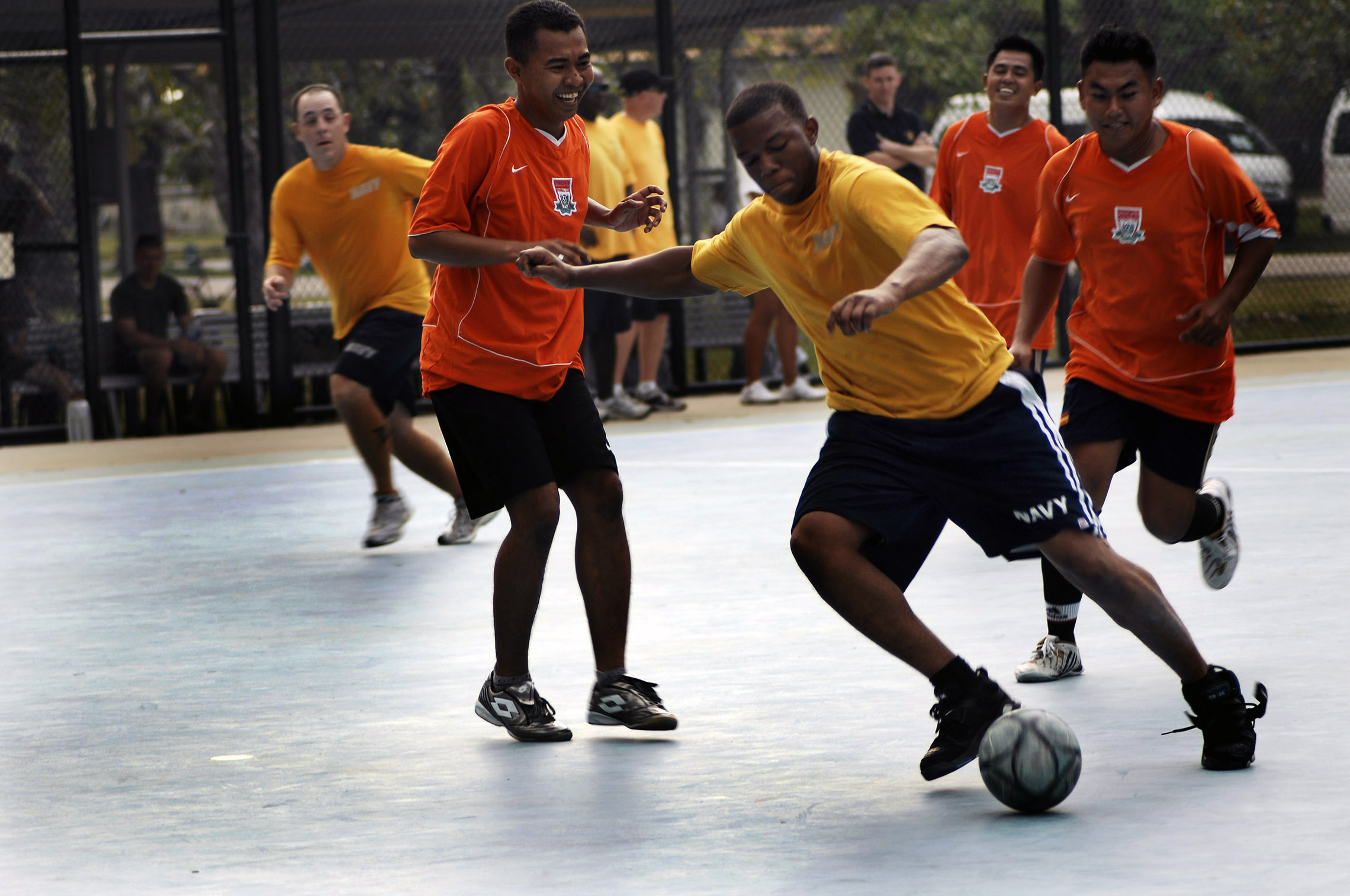
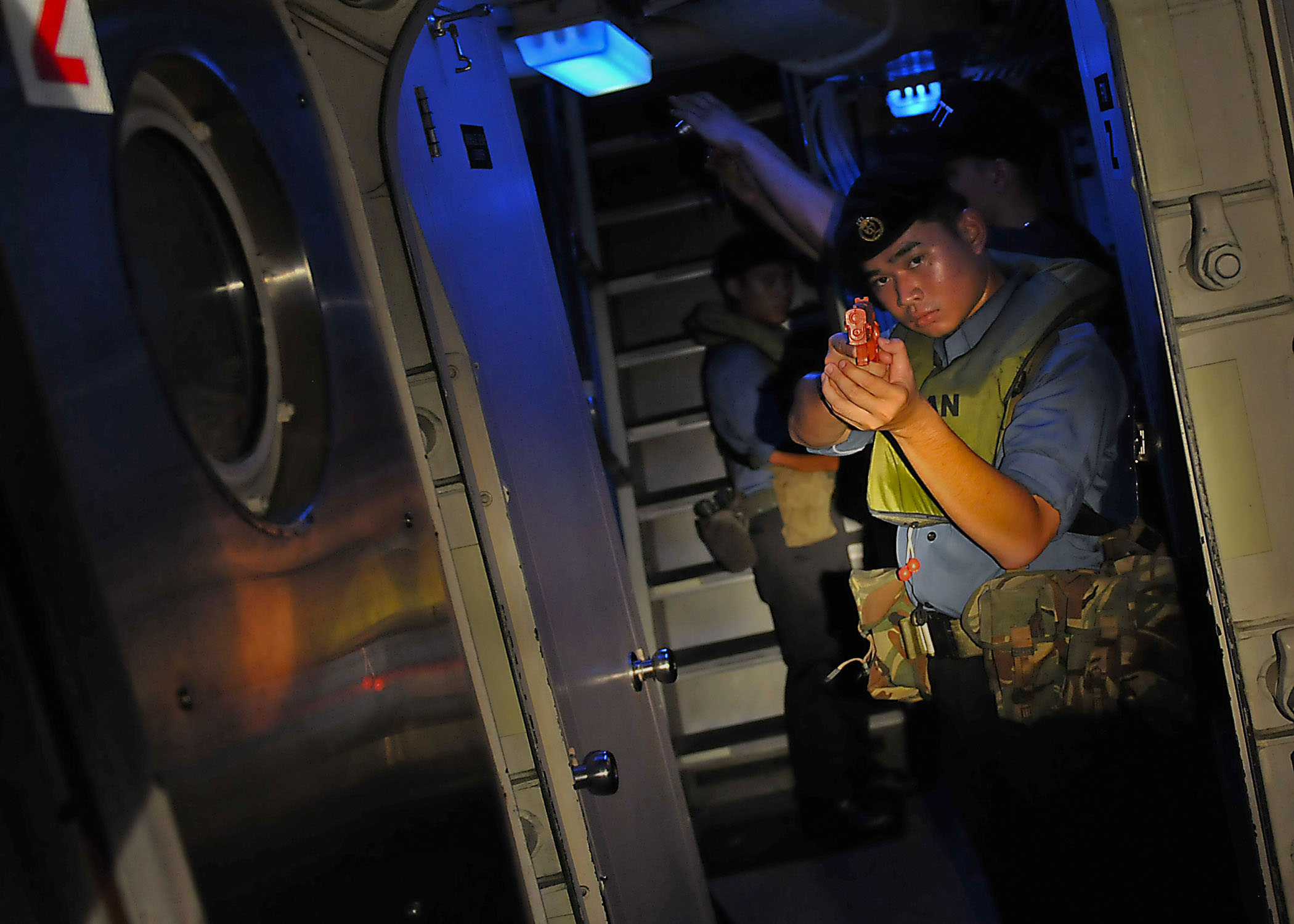
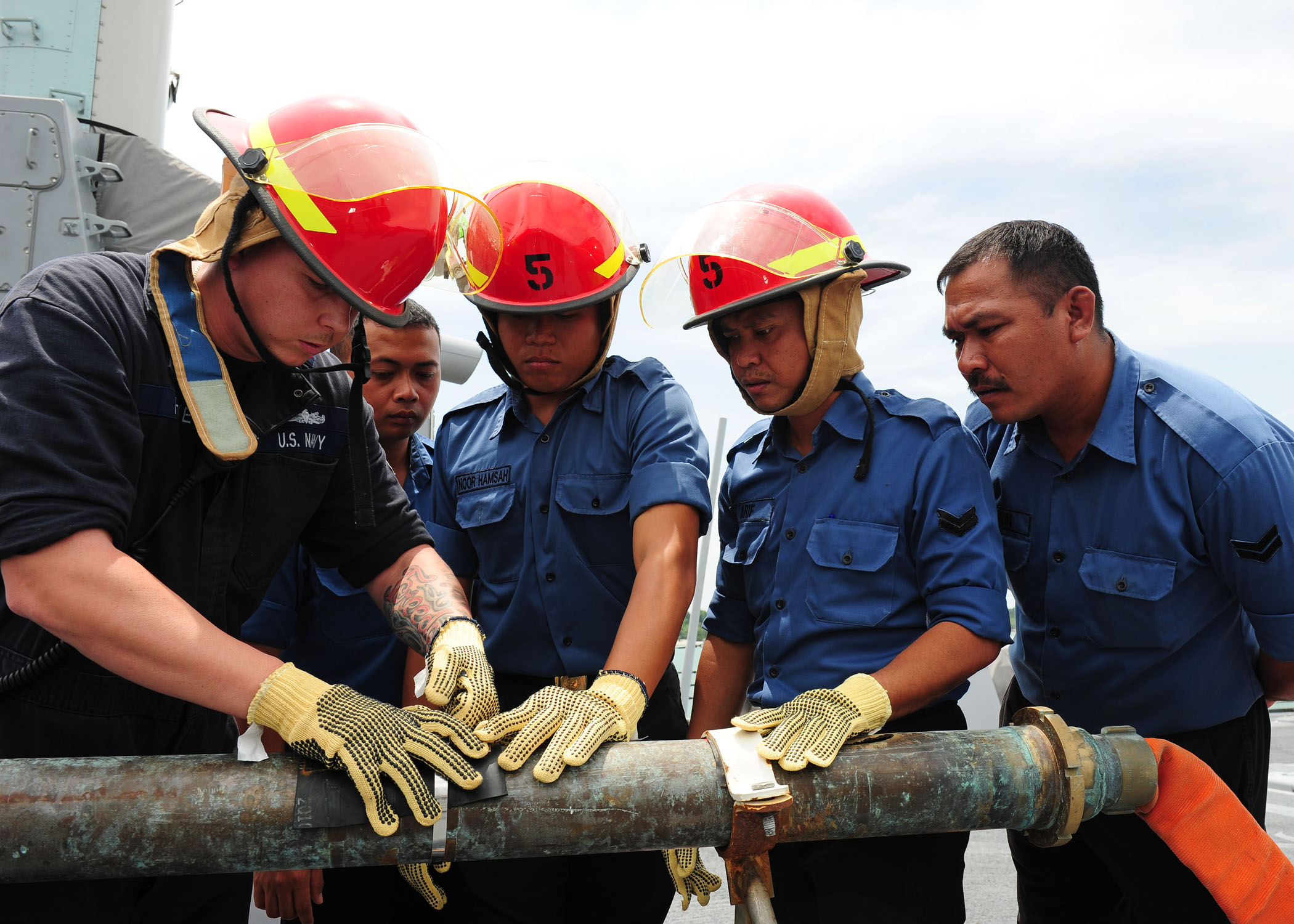
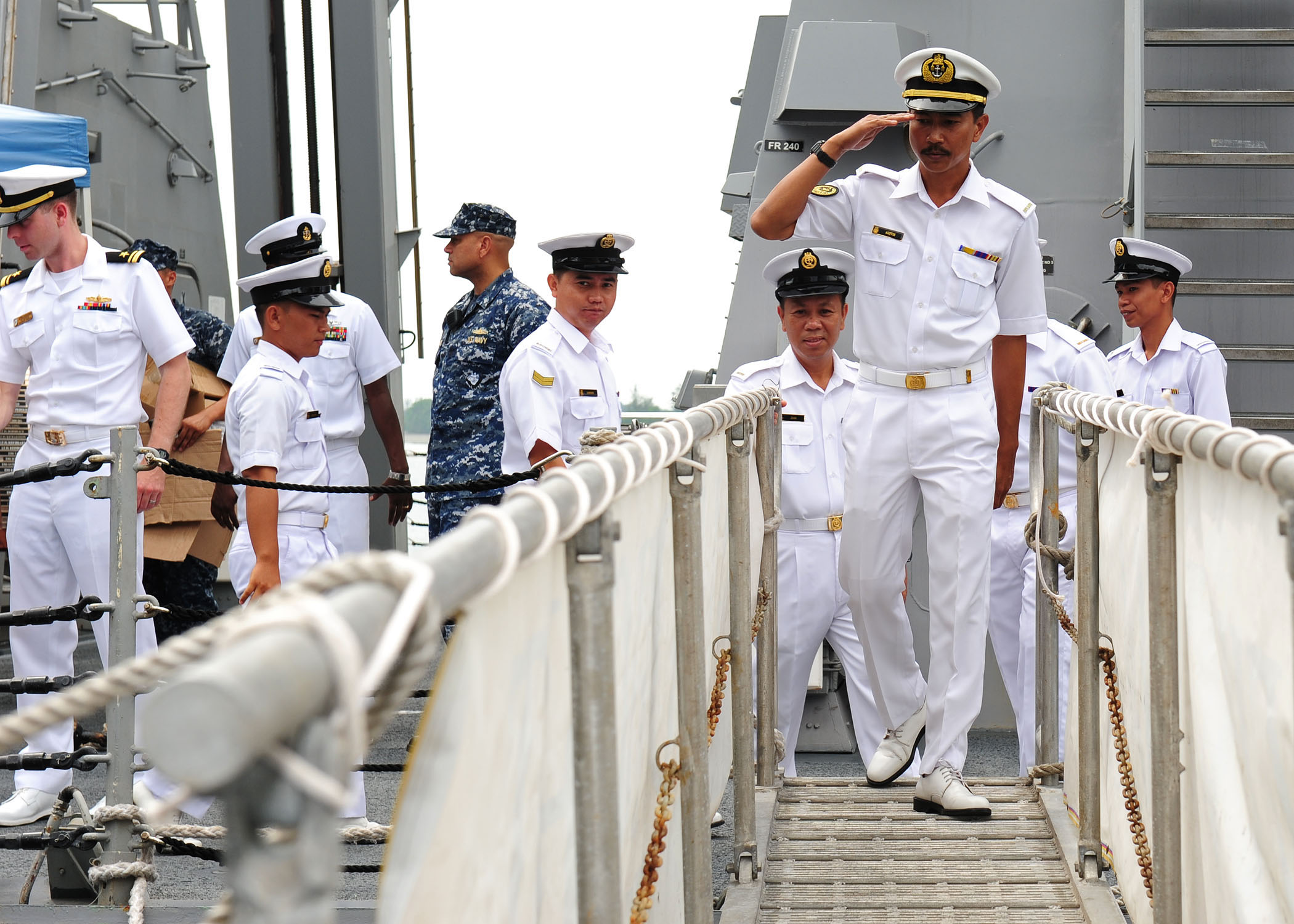
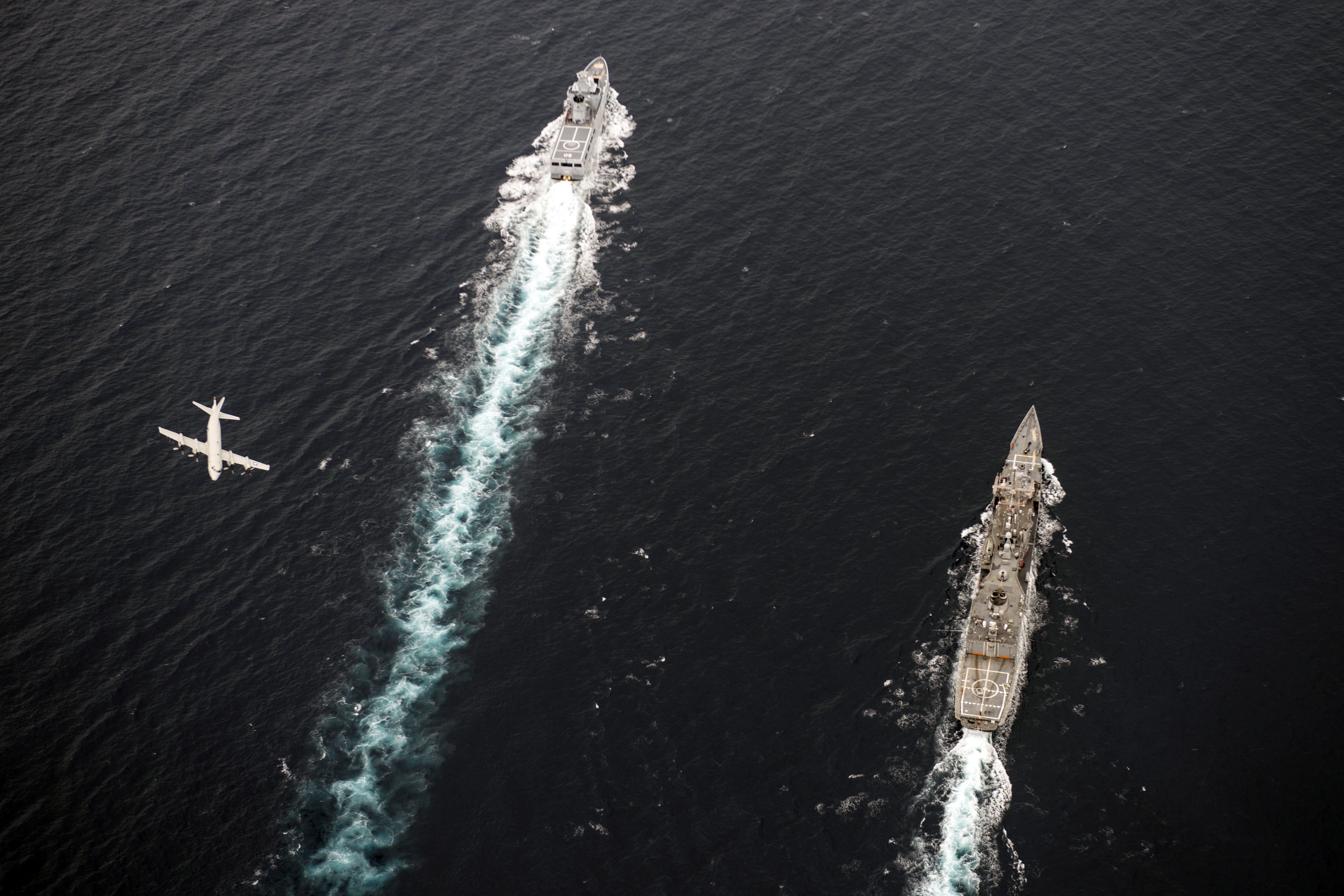
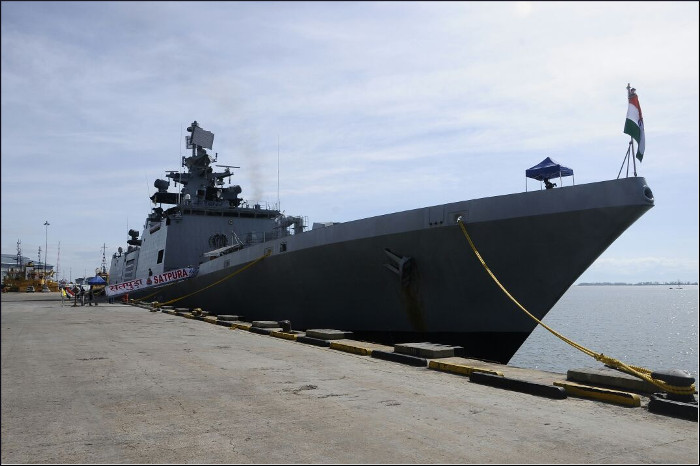